# Huernia quinta
Huernia quinta là một loài thực vật có hoa trong họ La bố ma. Loài này được (E. Phillips) A.C. White & B. Sloane mô tả khoa học đầu tiên năm 1937.